# Iberesia valdemoriana
Espèce
Iberesia valdemoriana est une espèce d'araignées mygalomorphes de la famille des Nemesiidae.

## Distribution
Cette espèce est endémique d'Espagne. Elle se rencontre dans la communauté de Madrid et la région de Murcie.

## Description
Le mâle holotype mesure 13,8 mm, les mâles mesurent de 12,0 à 15,4 mm et les femelles de 12,9 à 21,9 mm.

## Étymologie
Son nom d'espèce lui a été donné en référence au lieu de sa découverte, Valdemoro.

## Publication originale
- Luis de la Iglesia, 2019 : A new Iberian trapdoor spider, Iberesia valdemoriana n. sp., and the first records of I. brauni and I. barbara in the Iberian Peninsula (Araneae: Nemesiidae). Arachnology, vol. 18, no 2, p. 156-171.